# رغل متموج
رغل متموج (الاسم العلمي:Atriplex undulata) هو نوع نباتي يتبع جنس الرغل من الفصيلة القطيفية.